# Румбула (аэродром)
Аэродром Ру́мбула (латыш. Rumbulas lidlauks) — аэродром совместного базирования, распологавшийся в 11 км к юго-востоку от центра Риги в Латвии.

## История
Аэродром использовался ВВС СССР перед войной и во время войны. 22 июня 1941 года на аэродроме базировался 46-й пикирующий бомбардировочный авиационный полк.
В период с 1945 года по 1953 год на аэродроме базировался 265-й истребительный авиационный полк 336-й истребительной авиационной дивизии на самолетах Як-9У и МиГ-15 (с 1950 года). Полк в 1953 году перебазировался на аэродром Подужемье Кемского района Карельской АССР.
В период с 14 декабря 1944 года по февраль 1946 года на аэродроме базировался 33-й истребительный авиационный полк ПВО 106-й истребительной авиационной дивизии ПВО. Полк прикрывал город Ригу от налета вражеской авиации. В феврале 1946 года полк перебазировался на аэродром в городе Каунас Литовской ССР.
Со 2 марта 1946 года в состав 336-й истребительной авиационной дивизии был включён прибывший из Румынии 164-й истребительный авиационный Галацкий Краснознамённый ордена Суворова полк на самолетах Як-9У, который базировался на аэродроме до 1 апреля 1947 года, после чего был здесь и расформирован.
В период с сентября 1953 года по 1980 год на аэродроме базировался 899-й Оршанский Краснознаменный ордена Суворова истребительный авиационный полк имени Ф. Э. Дзержинского, впоследствии перебазированный на аэродром Лиелварде.
В ноябре 1975 года полк принимал участие в подавлении мятежа на «Сторожевом».
На аэродроме размещались самолеты МиГ-15, МиГ-17, МиГ-19, МиГ-21 ПФМ, МиГ-21 БИС.
В 60-х годах прошлого века использовался в качестве временного пассажирского аэропорта для больших самолетов до окончания строительства нового международного аэропорта «Рига», который был открыт в 1973 году.
В настоящее время аэродром и прилегающие территории не используется по прямому назначению. У аэродрома нет государственной лицензии на право эксплуатации, вся инфраструктура и взлётно-присадочная полоса находятся в упадочном состоянии.